# دیوید هانت (ورزشکار)
دیوید هانت (انگلیسی: David Hunt؛ زادهٔ ۲۲ مهٔ ۱۹۳۴) قایقران قایق بادبانی اهل بریتانیا است.